# Lasja Jakobia
Lasha Jakobia (Georgisch: ლაშა ძე ჯაკობია) (Tbilisi, 20 augustus 1980) is een voetballer uit Georgië, die sinds 2008 onder contract staat bij het Oekraïense Arsenal Kyiv. Met Rapid Boekarest won hij in 2003 de Roemeense landstitel.

## Interlandcarrière
Jakobia speelde in de periode 2004-2008 in totaal dertien officiële interlands (één doelpunt) voor het Georgisch voetbalelftal. Hij maakte zijn debuut voor de nationale ploeg op 18 augustus 2004 in de vriendschappelijke interland tegen Moldavië, die met 1-0 werd verloren.
| Interlanddoelpunten | Interlanddoelpunten | Interlanddoelpunten | Interlanddoelpunten | Interlanddoelpunten | Interlanddoelpunten | Interlanddoelpunten |
| #                   | Datum               | Locatie             | Tegenstander        | Goal(s)             | Uitslag             | Wedstrijd           |
| ------------------- | ------------------- | ------------------- | ------------------- | ------------------- | ------------------- | ------------------- |
| 1                   | 12/11/2005          | Sofia, Bulgarije    | Bulgarije           | 83'                 | 6–2                 | Oefeninterland      |

## Erelijst
Rapid Boekarest
- Roemeens landskampioen

2003